# Boiga trigonata
Boiga trigonata là một loài rắn trong họ Rắn nước. Loài này được Schneider mô tả khoa học đầu tiên năm 1802.

## Hình ảnh

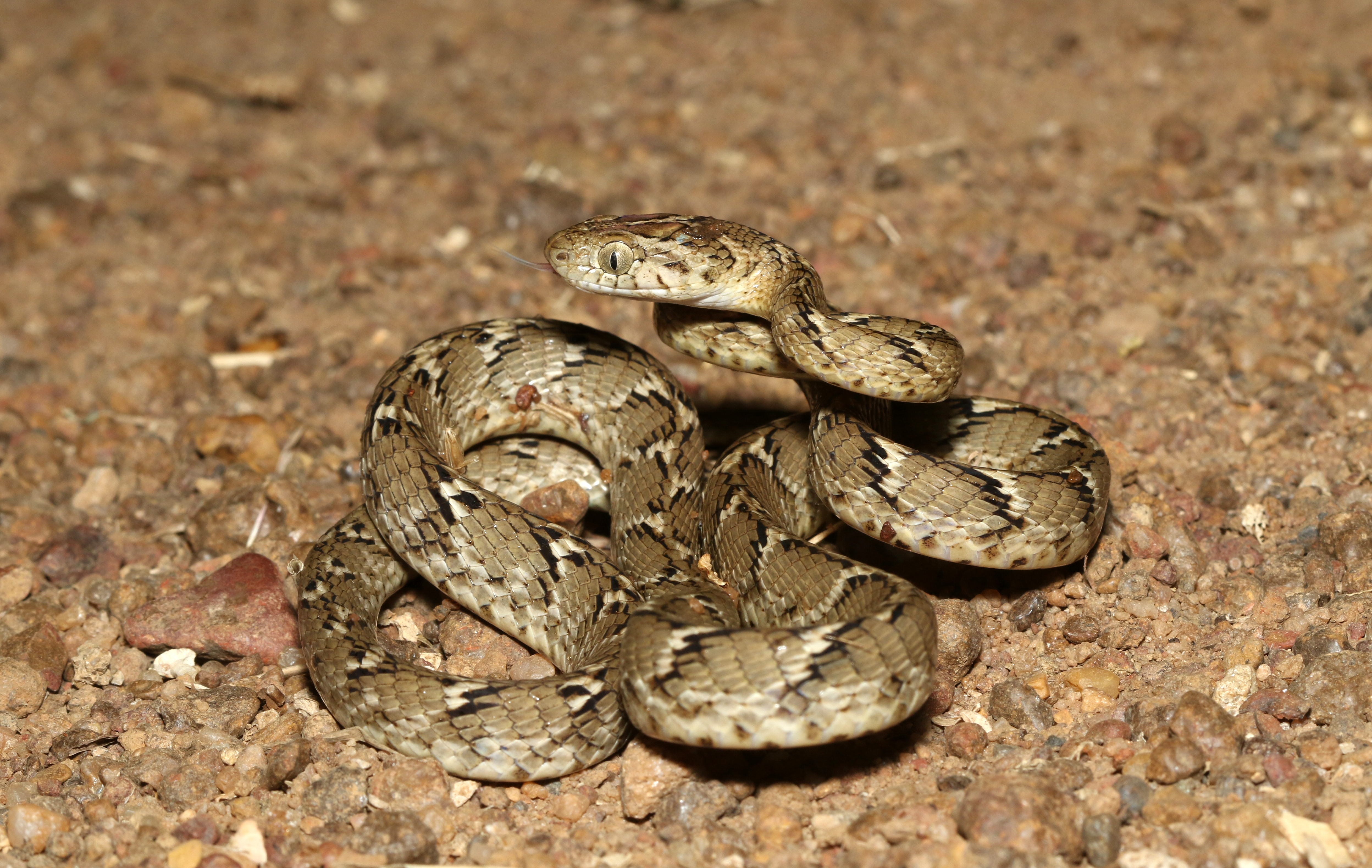
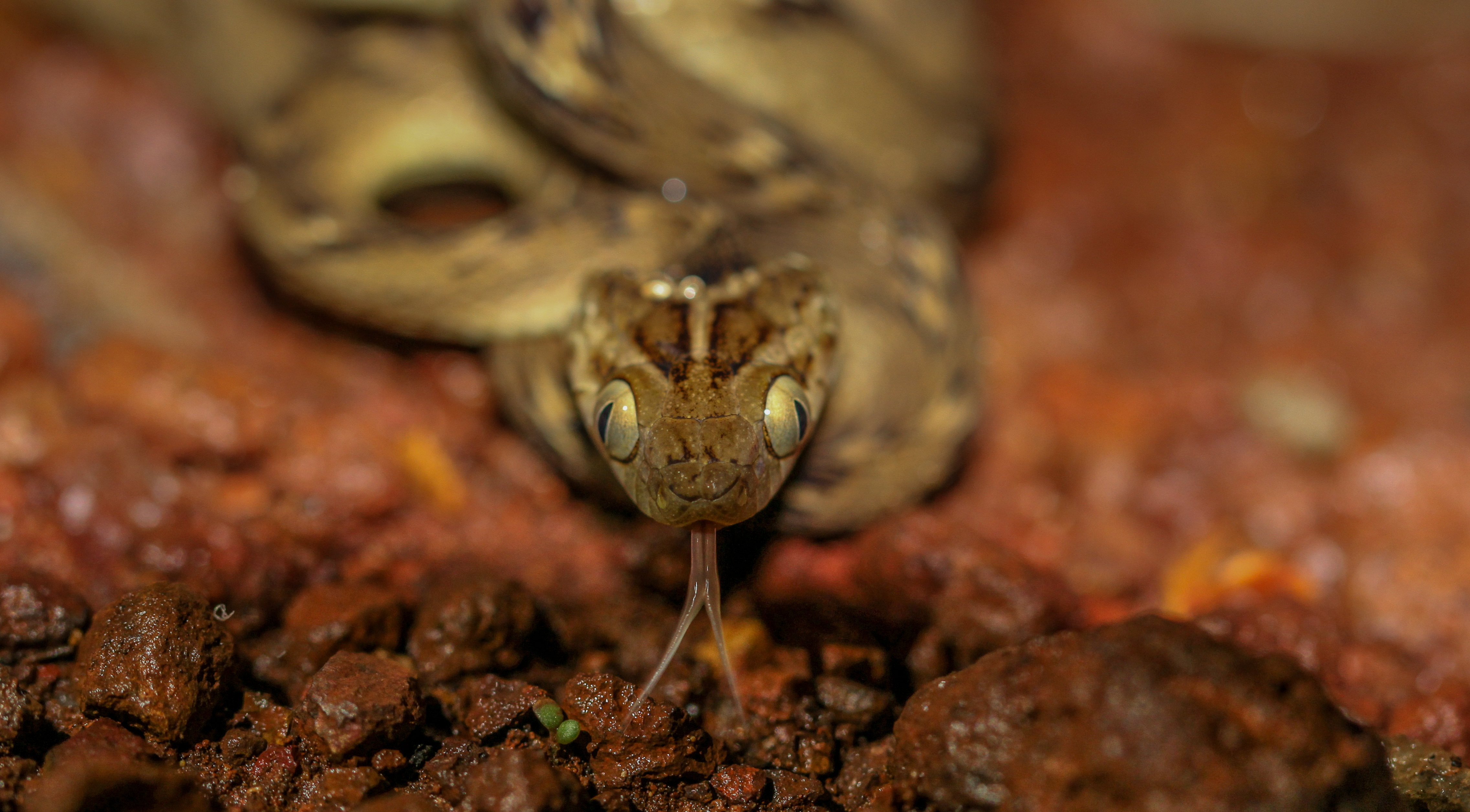
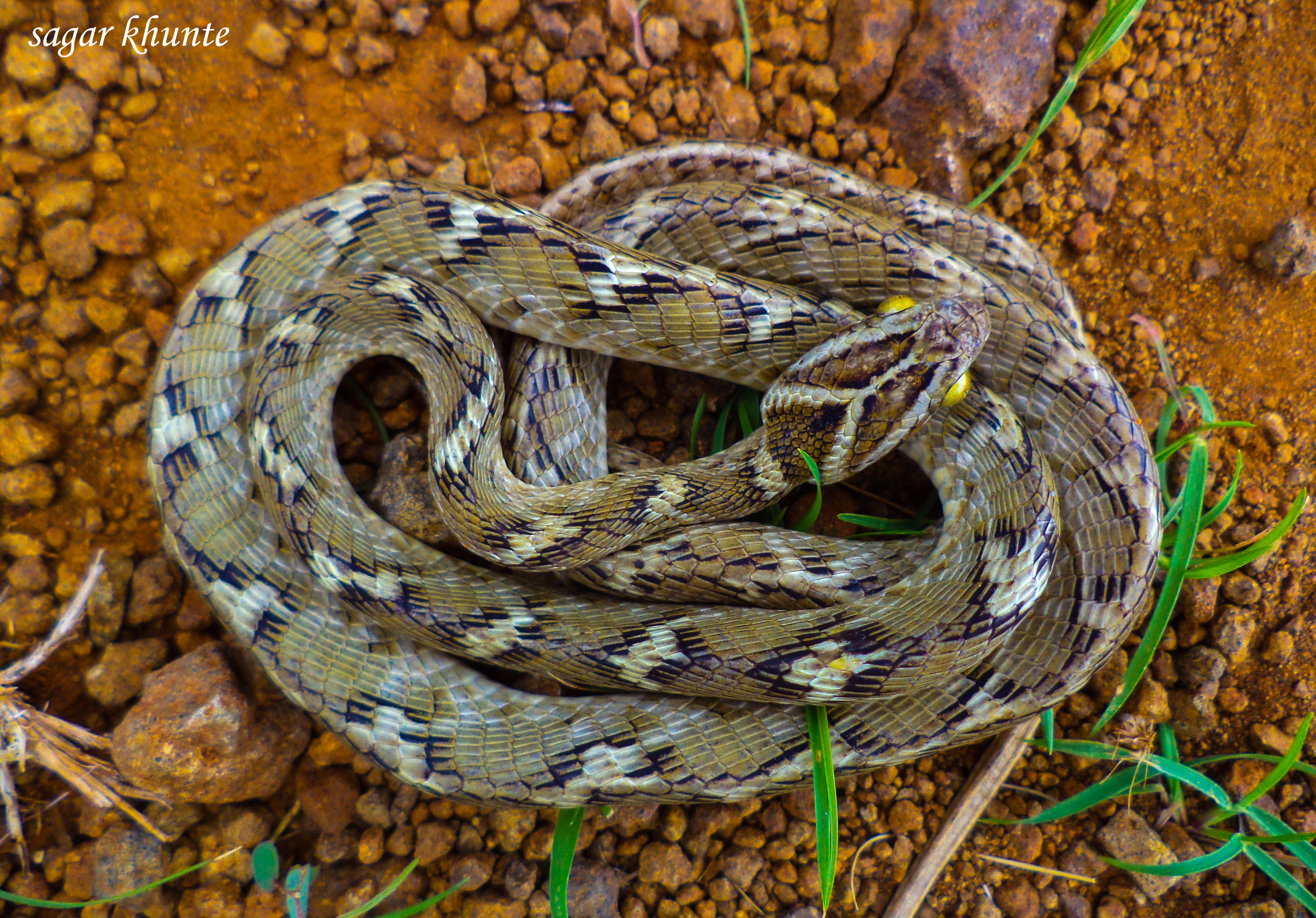
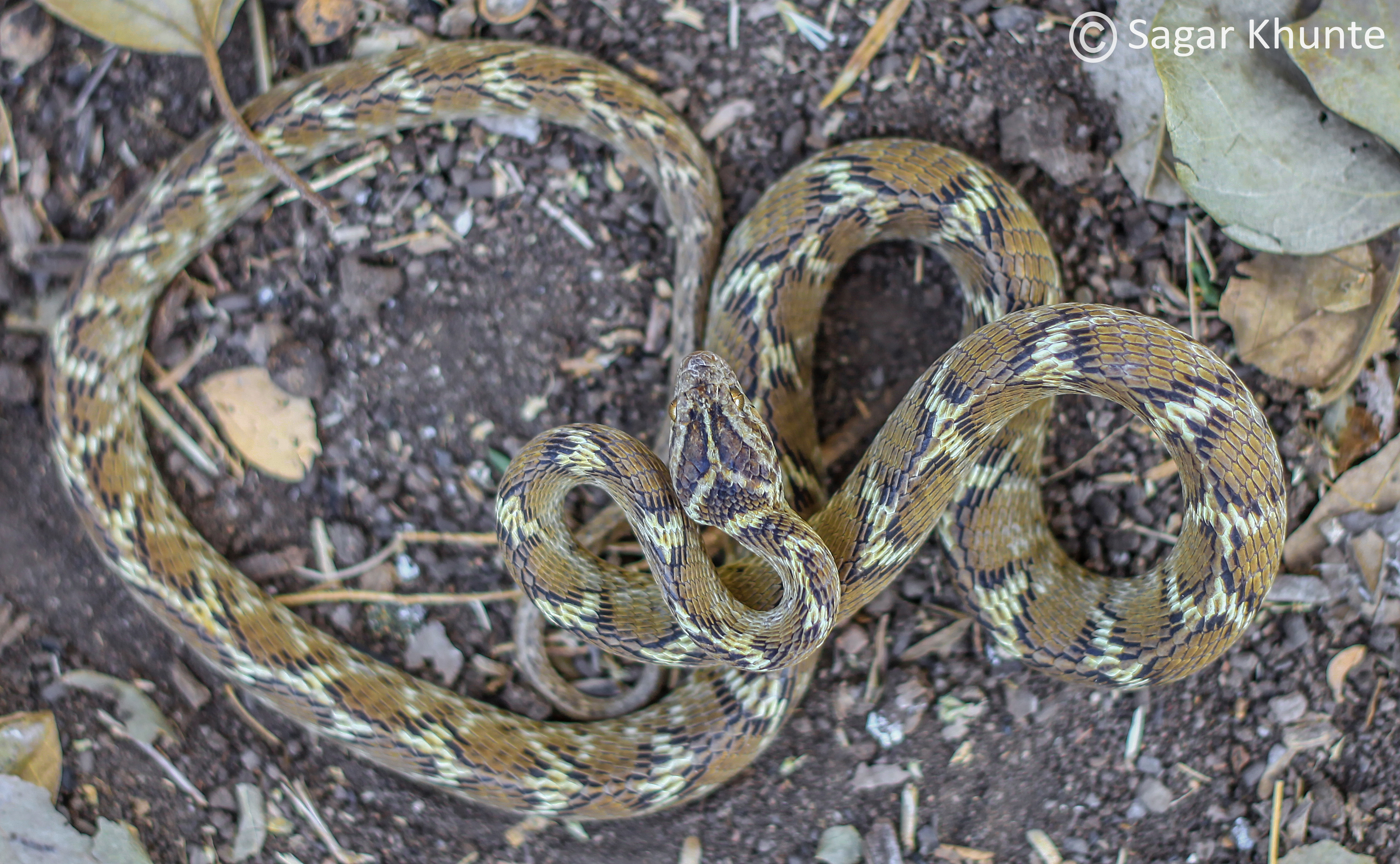

- Tập tin:Common cat snake (Boiga trigonata).jpg